# 马廷献
马廷献， 字靖甫，浙江嘉兴縣人，明朝政治人物。进士出身。

## 生平
萬曆三十七年（1609年）己酉科舉人，榜姓王。萬曆三十八年（1610年）庚戌科聯捷進士。歷官福建建宁府知府。